# 駅集中管理システム
駅集中管理システム（えきしゅうちゅうかんりシステム）とは、一部の鉄道事業者が導入している、無人駅または駅員が常時対応していない駅（特殊勤務駅）の無人時間帯で、自動券売機、自動改札機、自動精算機などを管理駅で遠隔管理・制御するシステムのことである。駅務自動化システム、無人駅システム、駅遠隔案内システムとも呼ばれる。
北総開発鉄道（現在の北総鉄道）が1979年の開業当初から短期間（正式廃止は都心直通を開始した1991年）、駅集中管理システムの原型のような方法を導入していた（同社記事の「合理化に関する取組みとその後の展開」の節を参照）。その後、2000年代初頭に名古屋鉄道（名鉄）が本格的なシステムを導入するまで、採用歴のある鉄道事業者は同社の他数例であった。

## 名古屋鉄道

### 導入の経緯
交通輸送において自動車への依存度が高い名古屋圏の中で、自社の持つ広範な営業線区には閑散線区も多く、またこれらの多くは無人駅であるため、車掌の改札作業の負担やキセル乗車による減収などの問題を抱えていた。また人口減少などによる運賃収入の減少も見込まれ、一層の省力化も必要となるほか、昨今では人手不足の問題もあり、これらに対応すべく、駅集中管理システムの導入が図られることになった。
1990年代後期には自社線沿いに光ファイバーの敷設を完了し、本システムにおける素地となる高速通信網が完成したことによりストアードフェアシステム「SFパノラマカード」（トランパス）や遠隔によるカメラ監視システムも導入されることになり、利用客へのサービス向上など図られた。これらの導入により、列車内における（ミューチケットを除く）車内精算が2012年5月から廃止された。
名鉄ではまず、2000年（平成12年）5月に高架化された高横須賀駅に駅集中管理システムの試行導入を行い、翌2001年（平成13年）より各線へ本格導入を進めた。
最初の導入は三河線（山線）の三河知立駅 - 平戸橋駅間で、同区間はシステムを活用してワンマン運転に切り替えた。その後も小牧線、豊田線など路線単位での導入が進んだが、中には高架化や駅舎の改築などで先行導入された駅もあった。
周辺駅に先立ち駅集中管理システムが先行導入された駅
- 河和線 高横須賀駅 - 2000年5月導入。駅全体規模の遠隔操作システムの試験導入駅。
- 常滑線 新日鉄前駅 - 2002年3月導入。トランパス対応は2005年1月。
- 津島線 藤浪駅 - 2002年7月導入。当初の管理駅は津島駅。2005年7月のトランパス対応時に周辺駅へも駅集中管理システムが導入され、管理駅が須ヶ口駅に変更された。
- 常滑線 多屋駅 - 2003年10月導入。トランパス対応は2005年1月。
- 常滑線 榎戸駅 - 2004年5月導入。トランパス対応は2005年1月。
- 名古屋本線 黒田駅 - 2004年5月導入（トランパス同日対応）。
- 広見線 日本ライン今渡駅：2006年9月導入。

このシステムは機器の購入・設置と駅の部分改良が必要で、初期投資が高額になるだけでなく、導入後の維持費も今まで以上に高額になるので、名鉄は利用者が非常に少なく、かつ市街地に位置しない駅は廃止とする方針をとった。このため、2005年1月29日に名古屋本線の東笠松駅と広見線の学校前駅、2006年12月16日に西尾線の鎌谷駅・三河荻原駅、河和線の椋岡駅・布土駅、尾西線の弥富口駅の計7駅が廃止された。

### 設備・詳細

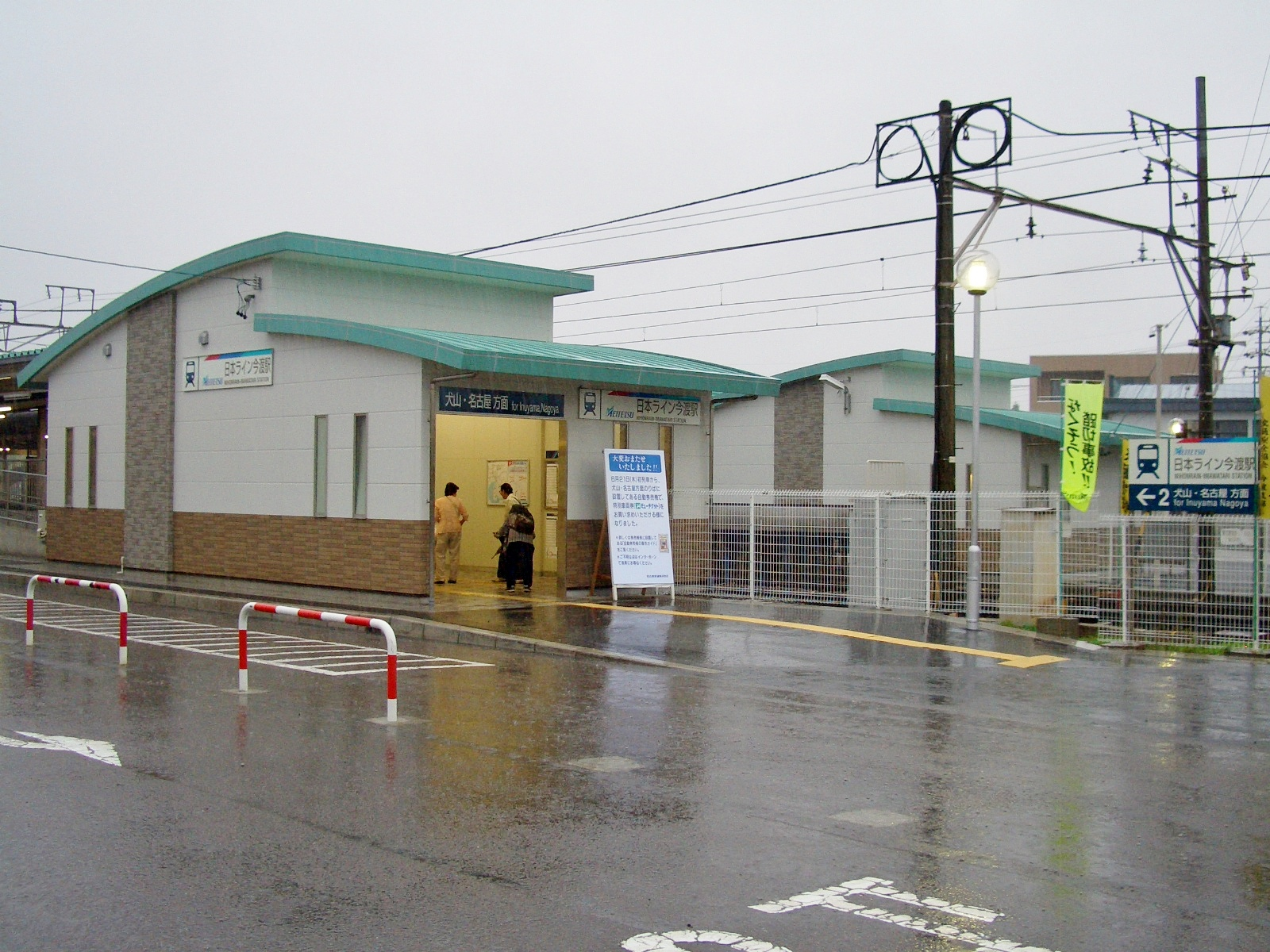
導入駅の駅舎例（広見線・日本ライン今渡駅）

このシステムは、無人駅および特殊勤務駅（一部時間帯だけ窓口が開いている駅）に自動券売機（一部の駅では継続manaca定期乗車券および新規manaca定期乗車券の購入もできるが、名鉄ミューズカードで決済ができる時間は7:00 - 22:00の間に限られる）・自動改札機・自動精算機・ICカード積み増し機（ICカード積み増し機を置かない代わりに、自動精算機にICカード積み増し機能を備えている駅もある）が設置されている他に、モニタリングカメラやインターホンを備え付け、管理駅の駅員が磁気非対応券等の精算や問い合わせを受け付けることができる。手持ちの乗車券が裏が白い非磁気券の場合や何らかの原因で乗車券の磁気が乱れるか抜けてしまった場合はインターホンで管理駅の駅員を呼び、読み取りカメラが付いている載せ台に乗車券を置く（併せて出場時は乗車券を備え付けの乗車券ポストに入れる）と、遠隔操作で改札機が開放される。過去の名鉄の無人駅では、終電時間になると駅の照明がタイマーで消灯するようになっていた。このため事故や災害などで終電が遅れると、真っ暗なホームを歩かざるを得ない状況になっていた。このシステム導入に伴い照明も管理駅で操作できるようになったので、その問題は改善された。また、構内放送装置も備えており、大幅な遅延などが発生した場合に運行情報を案内する時などに使われる。システム導入に伴い、駅舎を改築した駅も多いが、そのほとんどは緑色の屋根に白と茶色の濃淡のタイルの壁面である。
また、車掌による車内検札や乗車券の発券作業や無人駅での改札作業が、各駅に設置されたこれらの機器に置き換えられたことで車掌の乗務が不要となり、ワンマン運転が可能となる（小牧線と三河線で実施）他、システム導入線区内の駅員配置駅を無人化、または特殊勤務駅にすることもできる。これまでは1駅に1人ずつ駅員を配置させていたところ、1人で複数の駅を管理する形に切り替えたことで人件費を削った。
導入する自動改札機にストアードフェアシステム「SFパノラマカード」（トランパス）対応の機能を併せ持たせることで、利用客は対応カードを持っていれば乗車券を購入する必要がなくなる。

### 現況
名鉄ではこのシステムを2007年度までに全線に導入する予定であったが、計画を変更し、蒲郡線の全駅（吉良吉田駅を除く）、広見線の4駅、並びに尾西線の弥富駅には導入しないことを正式に発表した。また、モンキーパークモノレール線は導入されることなく、2008年12月28日付けで路線自体が廃止された。
以下、『名鉄120年：近20年のあゆみ』をもとに2014年3月31日現在の状況を基本に掲載する。以降の変遷は個別注記を参照。
| 管轄                              | 被管理駅   | 被管理駅                                     | 被管理駅 | 被管理駅 |
| 管轄                              | 路線       | 特殊勤務駅※1                                 | 無人駅 |          |
| --------------------------------- | ---------- | -------------------------------------------- | --- | -------- |
| 国府集中監視卓 （国府駅）         | 名古屋本線 |                                              | 小田渕駅、御油駅、名電赤坂駅、名電長沢駅 |          |
| 国府集中監視卓 （国府駅）         | 豊川線     |                                              | 八幡駅、諏訪町駅、稲荷口駅、豊川稲荷駅※3 |          |
| 東岡崎集中監視卓 （東岡崎駅）     | 名古屋本線 | 美合駅※3※7※8                                 | 名電山中駅、藤川駅、男川駅、岡崎公園前駅、矢作橋駅※2、宇頭駅 |          |
| 西尾集中監視卓 （西尾駅）         | 西尾線     |                                              | 北安城駅、南安城駅、碧海古井駅、堀内公園駅、桜井駅※2、南桜井駅、 米津駅、桜町前駅、西尾口駅、福地駅、上横須賀駅                                                         |          |
| 知立集中監視卓 （知立駅）         | 名古屋本線 |                                              | 牛田駅、一ツ木駅、富士松駅 |          |
| 知立集中監視卓 （知立駅）         | 三河線     | 碧南中央駅※3※8                               | 重原駅、刈谷市駅、小垣江駅、吉浜駅、三河高浜駅、高浜港駅、北新川駅、新川町駅、碧南駅                                                                                    |          |
| 豊田市集中監視卓 （豊田市駅）     | 三河線     | 土橋駅※3※8                                   | 三河知立駅、三河八橋駅、若林駅※2、竹村駅、上挙母駅、梅坪駅、越戸駅、平戸橋駅、猿投駅※3                                                                                  |          |
| 豊田市集中監視卓 （豊田市駅）     | 豊田線     | 日進駅※3※8                                   | 上豊田駅、浄水駅※3、三好ヶ丘駅※2、黒笹駅、米野木駅 |          |
| 神宮前集中監視卓 （神宮前駅）     | 名古屋本線 | 有松駅※3※8 栄生駅※3※8※11                     | 豊明駅、左京山駅、本星崎駅、本笠寺駅※3、桜駅、呼続駅、山王駅、東枇杷島駅※2、西枇杷島駅                                                                                  |          |
| 神宮前集中監視卓 （神宮前駅）     | 常滑線     |                                              | 豊田本町駅、道徳駅、大江駅※3、大同町駅※2、柴田駅 |          |
| 神宮前集中監視卓 （神宮前駅）     | 築港線     |                                              | 東名古屋港駅※4 |          |
| 太田川集中監視卓 （太田川駅）     | 常滑線     | 朝倉駅※3※8                                   | 名和駅、聚楽園駅、新日鉄前駅、尾張横須賀駅※3、寺本駅、古見駅 |          |
| 太田川集中監視卓 （太田川駅）     | 河和線     |                                              | 高横須賀駅、加木屋中ノ池駅※10、南加木屋駅※3、八幡新田駅、巽ヶ丘駅※3、白沢駅、坂部駅                                                                                     |          |
| 常滑集中監視卓 （常滑駅）         | 常滑線     |                                              | 長浦駅、日長駅、新舞子駅※3、大野町駅、西ノ口駅、蒲池駅、榎戸駅、多屋駅                                                                                                  |          |
| 常滑集中監視卓 （常滑駅）         | 空港線     |                                              | りんくう常滑駅 |          |
| 知多半田集中監視卓 （知多半田駅） | 河和線     | 阿久比駅※3 青山駅※3 河和駅※3※8               | 植大駅、半田口駅、住吉町駅※3、成岩駅、上ゲ駅、知多武豊駅※3、富貴駅※3、河和口駅                                                                                          |          |
| 知多半田集中監視卓 （知多半田駅） | 知多新線   | 知多奥田駅※3※7※8                             | 上野間駅、美浜緑苑駅、野間駅、内海駅※2※6 |          |
| 須ヶ口集中監視卓 （須ヶ口駅）     | 名古屋本線 | 新清洲駅※3※7                                 | 二ツ杁駅、新川橋駅、丸ノ内駅、大里駅、奥田駅 |          |
| 須ヶ口集中監視卓 （須ヶ口駅）     | 津島線     |                                              | 七宝駅、木田駅※3、青塚駅、勝幡駅、藤浪駅※5 |          |
| 須ヶ口集中監視卓 （須ヶ口駅）     | 尾西線     |                                              | 日比野駅、佐屋駅※3、五ノ三駅 |          |
| 一宮集中監視卓 （名鉄一宮駅）     | 名古屋本線 | 新木曽川駅※3※7                               | 島氏永駅、妙興寺駅、今伊勢駅、石刀駅、黒田駅、木曽川堤駅 |          |
| 一宮集中監視卓 （名鉄一宮駅）     | 尾西線     |                                              | 西一宮駅、開明駅、奥町駅、玉ノ井駅、 観音寺駅、苅安賀駅、二子駅、萩原駅、玉野駅、山崎駅、森上駅※3、上丸渕駅、丸渕駅、渕高駅、六輪駅、町方駅                             |          |
| 岐阜集中監視卓 （名鉄岐阜駅）     | 名古屋本線 |                                              | 岐南駅、茶所駅、加納駅 |          |
| 岐阜集中監視卓 （名鉄岐阜駅）     | 竹鼻線     |                                              | 西笠松駅、柳津駅、南宿駅、須賀駅、不破一色駅、竹鼻駅、羽島市役所前駅※3、江吉良駅                                                                                        |          |
| 岐阜集中監視卓 （名鉄岐阜駅）     | 羽島線     |                                              | 新羽島駅 |          |
| 岐阜集中監視卓 （名鉄岐阜駅）     | 各務原線   |                                              | 田神駅、細畑駅、切通駅、手力駅、高田橋駅、新加納駅、新那加駅※3、市民公園前駅、各務原市役所前駅、 六軒駅、三柿野駅※3、二十軒駅、名電各務原駅、苧ヶ瀬駅、羽場駅、鵜沼宿駅 |          |
| 犬山集中監視卓 （犬山駅）         | 犬山線     | 徳重・名古屋芸大駅※7 布袋駅※3※7※8 柏森駅※3※8 | 下小田井駅、中小田井駅、大山寺駅、石仏駅、扶桑駅※3、木津用水駅、犬山口駅、犬山遊園駅※2※6                                                                                |          |
| 犬山集中監視卓 （犬山駅）         | 広見線     | 新可児駅※3※8※9                               | 富岡前駅、善師野駅、西可児駅※3、可児川駅、日本ライン今渡駅 |          |
| 小牧集中監視卓 （小牧駅）         | 小牧線     |                                              | 味鋺駅、味美駅、春日井駅、牛山駅、間内駅、小牧口駅、 小牧原駅、味岡駅、田県神社前駅※2、楽田駅、羽黒駅                                                                   |          |
| 大曽根集中監視卓 （大曽根駅）     | 瀬戸線     | 小幡駅※3※8 尾張旭駅※3※8 新瀬戸駅※3※8         | 清水駅、尼ヶ坂駅、森下駅、矢田駅、守山自衛隊前駅、瓢箪山駅、 大森・金城学院前駅※3、印場駅、旭前駅、水野駅、瀬戸市役所前駅                                               |          |

※1：一部時間帯のみ駅員が配置される駅
※2：東枇杷島駅は2016年7月15日、若林駅は2021年1月31日、田県神社前駅は同年7月31日、三好ヶ丘駅・大同町駅は2022年2月28日、矢作橋駅・内海駅は2023年3月24日、桜井駅・犬山遊園駅は2024年9月27日までそれぞれ特殊勤務駅だった。
※3：碧南中央駅・土橋駅・新瀬戸駅・布袋駅・柏森駅は2023年3月24日、猿投駅・浄水駅・日進駅・巽ヶ丘駅・住吉町駅は同年6月30日、知多武豊駅・富貴駅・河和駅・西可児駅・新可児駅は同年9月29日、新清洲駅・新舞子駅・南加木屋駅・木田駅・羽島市役所前駅は同年12月22日、豊川稲荷駅・尾張横須賀駅・森上駅・三柿野駅は2024年4月12日、美合駅・有松駅・佐屋駅・新那加駅は同年6月28日、大森・金城学院前駅・尾張旭駅・阿久比駅・青山駅・知多奥田駅は同年9月27日、栄生駅・本笠寺駅・小幡駅・朝倉駅・大江駅は同年12月20日、新木曽川駅・扶桑駅は2025年4月11日までそれぞれ終日駅員配置駅だった。
※4：東名古屋港駅の改札処理を行う大江駅中間改札口に導入
※5：先行導入時の管轄駅は津島駅
※6：2020年5月25日から暫定的に終日無人駅となっていた。
※7：徳重・名古屋芸大駅は2022年3月1日、布袋駅は2023年3月25日、新清洲駅は同年12月23日、美合駅は2024年6月29日、知多奥田駅は同年9月28日、新木曽川駅は2025年4月12日から土休日のみ終日無人化された。
※8：係員の休憩時間として12:00 - 13:00の間は窓口が閉鎖される。
※9：中間改札口は終日駅員が配置される。
※10：2024年3月16日開業。
※11：名鉄病院改札口は終日無人。

#### 非導入路線・駅
- 名古屋本線（豊橋駅。JR東海管轄のため）
- 蒲郡線（対応策として、吉良吉田駅に中間改札を設置）
- 広見線（明智駅 - 御嵩駅。対応策として、新可児駅に中間改札を設置）
- 尾西線（弥富駅。JR東海管轄のため）
- 豊田線（赤池駅。名古屋市交通局管轄のため)

#### 有人駅への設置
有人駅でも改札口を増設する際にこのシステムを導入する例が時々見受けられる。2025年現在の導入駅と改札口は以下の通り。
- 名鉄岐阜駅（東改札口）
- 笠松駅（一宮方面改札口）
- 名鉄一宮駅（南改札口・4階駐車場改札口）
- 国府宮駅（橋上改札口）
- 栄生駅（名鉄病院改札口）
- 名鉄名古屋駅（東改札口・南改札口・西改札口・新南改札口）
- 金山駅（東改札口）
- 鳴海駅（東改札口）
- 知立駅（南改札口）※駅高架化工事に伴う臨時改札口
- 東岡崎駅（東改札口）
- 徳重・名古屋芸大駅（西改札口）
- 岩倉駅（エレベーター専用改札口）
- 犬山駅（北改札口）
- 新鵜沼駅（東改札口）
- 太田川駅（北改札口）
- 西尾駅（エレベーター専用改札口）
- 三郷駅（南改札口・東改札口）
- 甚目寺駅（北改札口）

## 東海旅客鉄道（JR東海）
2023年1月18日プレス発表分より、「集中旅客サービスシステム」から改称し、「お客様サポートサービス」の呼称を用いている。
従来、同社が簡易委託開始を含め無人化をする際には券売機も撤去し、運賃は着駅または車内で精算する方式をとっていたが、2013年10月1日の武豊線への導入以降は、鳥羽駅を除き有人きっぷうりば閉鎖・無人化にあたっては原則として本サービスを稼働させた上で、ワンマン列車乗車時でも全ての扉から乗降を可能としている。2017年10月1日から東海道本線豊橋駅 - 岡崎駅間、2020年12月1日から東海道本線岡崎駅 - 大府駅間、2021年2月1日から関西本線名古屋駅 - 桑名駅間、2022年3月12日から中央本線大曽根駅（南口）および鶴舞駅（名大病院口）、2023年3月から飯田線牛久保駅および武豊線半田駅、2024年2月1日から東海道本線名古屋駅 - 米原駅間、同年3月1日から中央本線勝川駅、2025年6月1日から東海道本線沼津駅 - 興津駅間にも導入されている。なお、導入済み区間内でも一部対象から外れている点が特徴である（後述）。

### 設備・詳細
自動券売機、自動精算機、チャージ機を列車を運行する全ての時間帯で稼働させ、係員が終日または早朝夜間に不在となる場合であっても、出札と精算が終日可能となる。改札外、券売機付近と改札内にインターホンないし「ご案内タッチパネル」が設置されており、案内センターのオペレーターがきっぷの精算や質問対応を行う。このオペレーターは各駅のカメラ監視も担い、必要に応じて案内放送を行う他、場合によっては近隣駅から現地へ係員を派遣させる。

### 現況
| 管理駅     | 被管理駅   | 被管理駅                           | 被管理駅                                         | 被管理駅 |
| 管理駅     | 路線       | 日中に有人きっぷうりばを営業する駅 | 無人駅                                           |          |
| ---------- | ---------- | ---------------------------------- | ------------------------------------------------ | -------- |
| 沼津駅     | 東海道本線 |                                    | 片浜駅※1※5、原駅※1※5                             |          |
| 富士駅     | 東海道本線 |                                    | 東田子の浦駅※5、吉原駅※1※5                       |          |
| 不明       | 東海道本線 |                                    | 富士川駅※5、新蒲原駅※5、蒲原駅※5、由比駅※5       |          |
| 豊川駅     | 東海道本線 |                                    | 西小坂井駅、愛知御津駅                           |          |
| 豊川駅     | 飯田線     |                                    | 牛久保駅                                         |          |
| 蒲郡駅     | 東海道本線 |                                    | 三河大塚駅、三河三谷駅、三河塩津駅               |          |
| 岡崎駅     | 東海道本線 |                                    | 三ケ根駅、幸田駅※1、相見駅、西岡崎駅             |          |
| 安城駅     | 東海道本線 |                                    | 三河安城駅※2                                     |          |
| 刈谷駅     | 東海道本線 | 東刈谷駅※1                         | 野田新町駅、逢妻駅                               |          |
| 大府駅     | 武豊線     | 半田駅※1                           | 緒川駅、東浦駅、亀崎駅、乙川駅、東成岩駅、武豊駅 |          |
| 金山駅     | 中央本線   |                                    | 大曽根駅※1※3、鶴舞駅※1※4                         |          |
| 春日井駅   | 中央本線   |                                    | 勝川駅※1※5                                       |          |
| 名古屋駅   | 東海道本線 |                                    | 枇杷島駅※1※5                                     |          |
| 桑名駅     | 関西本線   | 蟹江駅※1、弥富駅                   | 八田駅※1、春田駅※1、永和駅                       |          |
| 尾張一宮駅 | 東海道本線 |                                    | 清洲駅※5、稲沢駅※1※5、木曽川駅※5                 |          |
| 岐阜駅     | 東海道本線 |                                    | 西岐阜駅※1※5、穂積駅※1※5                         |          |
| 大垣駅     | 東海道本線 |                                    | 垂井駅※1※5、関ケ原駅※1※5、近江長岡駅※5           |          |

※1：サポートつき指定席券売機設置駅
※2：在来線改札口のみ
※3：南口のみ
※4：名大病院口のみ
※5：ご案内パネル設置駅

#### 非導入路線・駅
- 武豊線（尾張森岡駅、石浜駅）
- 関西本線（長島駅）
- 東海道本線（柏原駅、醒ケ井駅）

これらは当初から無人駅で、駅舎を備えないまたは既に簡易委託されている。

#### 有人駅への設置
2025年現在の導入駅と改札口は以下の通り。
- 大曽根駅（南口）
- 鶴舞駅（名大病院口）

## 九州旅客鉄道（JR九州）

### 導入の経緯
「ANSWERシステム」「Smart Support Station」の呼称で、香椎線全線（香椎・長者原を除く14駅）を皮切りに、2017年3月4日に若松線全線・福北ゆたか線折尾～直方間（折尾・直方を除く11駅）で、その後も2020年5月30日に指宿枕崎線鹿児島地区（鹿児島中央を除く11駅）で、また段階を追って日豊本線大分～幸崎間・豊肥本線大分地区（大分を除く10駅）で導入。

### 設備・詳細
区間内の各駅には防犯カメラ・インターホン等が設置され、「サポートセンター」のオペレーターが安全監視を行い、インターホンにより旅客案内をする。加えて、機器の故障時や乗降時の介助等必要に応じてサポートスタッフを派遣する。サポートスタッフは毎日各駅の巡回・清掃にあたり、駅の環境美化に努める。
インターホン機能の付いた自動券売機、自動精算機が配備されており、読み取りカメラが付いている券面確認台に乗越しの乗車券を置くことで、遠隔操作による精算が可能となる。自動改札機は駅により形状が異なるが、フル規格の改札機設置駅ではシステム導入と同時に磁気券の挿入口が閉鎖される。

### 現況
以下の駅で導入。なお、導入された駅は「Smart Support Station」の呼称が与えられている。
| 管理サポートセンター | 被管理駅     | 被管理駅                   | 被管理駅 | 被管理駅 |
| 管理サポートセンター | 路線         | 特殊勤務駅※1               | 無人駅 |          |
| -------------------- | ------------ | -------------------------- | --- | -------- |
| 香椎サポートセンター | 香椎線       |                            | 西戸崎駅、海ノ中道駅、雁ノ巣駅、奈多駅、和白駅、香椎神宮駅、舞松原駅、土井駅、伊賀駅、酒殿駅、須恵駅、須恵中央駅、新原駅、宇美駅 |          |
| 中間サポートセンター | 若松線       | 若松駅                     | 藤ノ木駅、奥洞海駅、二島駅、本城駅                                                                                               |          |
| 中間サポートセンター | 福北ゆたか線 | 中間駅                     | 東水巻駅、筑前垣生駅、鞍手駅、筑前植木駅、新入駅                                                                                 |          |
| 大分サポートセンター | 日豊本線     | 鶴崎駅                     | 牧駅、高城駅、大在駅、坂ノ市駅、幸崎駅                                                                                           |          |
| 大分サポートセンター | 豊肥本線     |                            | 滝尾駅、大分大学前駅、敷戸駅、中判田駅                                                                                           |          |
| 谷山サポートセンター | 指宿枕崎線   | 谷山駅、慈眼寺駅、坂之上駅 | 郡元駅、南鹿児島駅、宇宿駅、五位野駅、平川駅、瀬々串駅、中名駅、喜入駅                                                           |          |

※1：一部時間帯のみ駅員が配置される駅

## その他の例
- 東日本旅客鉄道（JR東日本）：「駅遠隔操作システム」の呼称で、2014年2月2日に八王子支社管内の片倉駅・八王子みなみ野駅・相原駅（以上八王子駅が管理）[JR東 1]を皮切りに、以下の駅で導入[JR東 2]。早朝時間帯を中心に導入し、従来一部時間帯に改札を閉鎖していた駅でも終日運用を行うことで「利用状況に合わせた効率的な駅運営」を目指すとしている[5]。また、2015年3月8日に横浜支社管内の伊東線4駅でも、終日無人駅化に合わせ、「駅遠隔操作システム」を導入している[6]。なお、2020年3月14日の常磐線全線運転再開の際には、終日無人駅化に合わせ、「Smart Station for EXPRESS」を導入している[JR東 3]。さらに、2021年5月1日より、呼称が「お客さまサポートコールシステム」へと変更されている[JR東 4]。

| 管轄支社   | 路線名                | 導入駅 | 備考                                                                                             |
| ---------- | --------------------- | --- | ------------------------------------------------------------------------------------------------ |
| 首都圏本部 | 東海道本線            | 東京駅（丸の内地下南口、京葉地下八重洲口）、有楽町駅（銀座口）、大森駅（北口改札）                                                                                             | 東京駅（丸の内地下南口、京葉地下八重洲口）は終日無人                                             |
| 首都圏本部 | 東北本線              | 御徒町駅（南口）、上野駅（不忍改札、公園改札）、鶯谷駅（北口）、日暮里駅（南改札口）、田端駅（南口）、上中里駅、王子駅（南口）、東十条駅（南口）                               | 鶯谷駅（北口）、日暮里駅（南改札口）、田端駅（南口）、王子駅（南口）、東十条駅（南口）は終日無人 |
| 首都圏本部 | 東北本線              | 尾久駅 |                                                                                                  |
| 首都圏本部 | 東北本線              | 北赤羽駅（浮間口） | 北赤羽駅（浮間口）は終日無人                                                                     |
| 首都圏本部 | 赤羽線                | 十条駅（南改札） | 十条駅（南改札）は終日無人                                                                       |
| 首都圏本部 | 山手線                | 目黒駅（東急連絡改札口）、原宿駅（竹下口）、新宿駅（ミライナタワー改札）、高田馬場駅（戸山口）、目白駅、池袋駅（メトロポリタン改札）、駒込駅（東口）                           | 新宿駅（ミライナタワー改札）、池袋駅（メトロポリタン改札）、駒込駅（東口）は終日無人             |
| 首都圏本部 | 中央本線              | 信濃町駅、千駄ケ谷駅、代々木駅（北口、東口）、大久保駅（南口）、東中野駅（東口）、高円寺駅、阿佐ケ谷駅、荻窪駅（西改札）、西荻窪駅                                             | 代々木駅（東口）、大久保駅（南口）、東中野駅（東口）、荻窪駅（西改札）は終日無人                 |
| 首都圏本部 | 総武本線              | 馬喰町駅（東口） | 馬喰町駅（東口）は終日無人                                                                       |
| 首都圏本部 | 常磐線                | 三河島駅、南千住駅、北千住駅（南改札口）、北松戸駅、馬橋駅、北小金駅、南柏駅、北柏駅、天王台駅、取手駅（東口改札）                                                             | 北千住駅（南改札口）、取手駅（東口改札）は終日無人                                               |
| 首都圏本部 | 京葉線                | 越中島駅 |                                                                                                  |
| 首都圏本部 | 武蔵野線              | 南流山駅 |                                                                                                  |
| 横浜支社   | 東海道本線            | 鶴見駅（東口）、戸塚駅（橋上改札）、辻堂駅（西改札）、平塚駅（西改札口）、大磯駅、二宮駅、鴨宮駅                                                                               | 戸塚駅（橋上改札）は終日無人                                                                     |
| 横浜支社   | 横須賀線              | 鎌倉駅（西口）、逗子駅（西口改札）、東逗子駅、田浦駅、衣笠駅、久里浜駅 | 逗子駅（西口改札）は終日無人                                                                     |
| 横浜支社   | 南武線                | 矢向駅、平間駅、向河原駅、武蔵小杉駅（綱島街道改札）、津田山駅、久地駅、宿河原駅、中野島駅（下り線側改札）、稲田堤駅                                                           |                                                                                                  |
| 横浜支社   | 根岸線                | 桜木町駅（北改札、新南口）、関内駅（南口）、石川町駅（中華街口）、新杉田駅、洋光台駅、港南台駅                                                                                 | 桜木町駅（北改札、新南口）は終日無人                                                             |
| 横浜支社   | 横浜線                | 大口駅（東口）、小机駅、鴨居駅、中山駅（地下鉄連絡改札）、十日市場駅、成瀬駅、町田駅（ターミナル改札口）、古淵駅、淵野辺駅、矢部駅                                             | 大口駅（東口）、中山駅（地下鉄連絡改札）、町田駅（ターミナル改札口）は終日無人                   |
| 横浜支社   | 相模線                | 北茅ケ崎駅、香川駅、寒川駅、宮山駅、倉見駅、門沢橋駅、社家駅、相武台下駅、下溝駅、原当麻駅、番田駅、上溝駅、南橋本駅                                                           | 宮山駅、倉見駅、社家駅、相武台下駅、下溝駅、番田駅は終日無人                                     |
| 横浜支社   | 伊東線                | 来宮駅、伊豆多賀駅、網代駅、宇佐美駅（下り線側改札） | 来宮駅、伊豆多賀駅、網代駅、宇佐美駅（下り線側改札）は終日無人                                   |
| 八王子支社 | 中央本線              | 東小金井駅（中央改札）、国立駅（中央改札）、立川駅（北改札）、日野駅、西八王子駅                                                                                               |                                                                                                  |
| 八王子支社 | 八高線                | 東飯能駅 |                                                                                                  |
| 八王子支社 | 南武線                | 矢野口駅、南多摩駅、西府駅、谷保駅、矢川駅、西国立駅 |                                                                                                  |
| 八王子支社 | 武蔵野線              | 北府中駅、新小平駅、新秋津駅、東所沢駅、新座駅 |                                                                                                  |
| 八王子支社 | 横浜線                | 相原駅、八王子みなみ野駅、片倉駅 |                                                                                                  |
| 八王子支社 | 青梅線                | 西立川駅、東中神駅、中神駅、昭島駅、牛浜駅、福生駅、羽村駅、小作駅、河辺駅、東青梅駅、奥多摩駅                                                                                 |                                                                                                  |
| 八王子支社 | 五日市線              | 秋川駅、武蔵五日市駅 |                                                                                                  |
| 大宮支社   | 東北本線              | 土呂駅、東大宮駅、蓮田駅、白岡駅、新白岡駅、久喜駅、東鷲宮駅、栗橋駅、古河駅、野木駅、間々田駅、小金井駅、自治医大駅、石橋駅、雀宮駅、宝積寺駅、氏家駅、矢板駅、西那須野駅     |                                                                                                  |
| 大宮支社   | 東北本線              | 戸田駅、北戸田駅、中浦和駅、南与野駅、与野本町駅、北与野駅 |                                                                                                  |
| 大宮支社   | 武蔵野線              | 西浦和駅、東浦和駅、吉川駅、新三郷駅、三郷駅 |                                                                                                  |
| 大宮支社   | 川越線                | 日進駅、西大宮駅、指扇駅、南古谷駅、西川越駅、的場駅、笠幡駅、武蔵高萩駅 |                                                                                                  |
| 高崎支社   | 高崎線                | 宮原駅、北上尾駅、桶川駅、北本駅、鴻巣駅、北鴻巣駅、吹上駅、行田駅、籠原駅、深谷駅、岡部駅、本庄駅、神保原駅、新町駅                                                           |                                                                                                  |
| 高崎支社   | 上越線                | 井野駅（西口） |                                                                                                  |
| 高崎支社   | 両毛線                | 栃木駅、佐野駅、足利駅（北口）、伊勢崎駅、駒形駅、前橋大島駅 |                                                                                                  |
| 水戸支社   | 常磐線                | 藤代駅、神立駅、高浜駅、石岡駅、羽鳥駅、赤塚駅、東海駅、大甕駅、常陸多賀駅、小木津駅、高萩駅、磯原駅、大津港駅、泉駅、広野駅、富岡駅、大野駅、双葉駅、浪江駅、原ノ町駅、相馬駅 | 広野駅、富岡駅、大野駅、双葉駅、浪江駅は終日無人、「Smart Station for EXPRESS」を導入            |
| 水戸支社   | 水戸線                | 結城駅、川島駅、下館駅、笠間駅 |                                                                                                  |
| 千葉支社   | 総武本線              | 亀戸駅（東口）、下総中山駅、東船橋駅、幕張本郷駅、新検見川駅、西千葉駅、千葉駅（西口）                                                                                         | 亀戸駅（東口）は終日無人                                                                         |
| 千葉支社   | 総武本線              | 両国駅（東口）、浅草橋駅（西口） | 両国駅（東口）は終日無人                                                                         |
| 千葉支社   | 成田線 （我孫子支線） | 湖北駅、新木駅、布佐駅、木下駅、小林駅、安食駅、下総松崎駅 |                                                                                                  |
| 千葉支社   | 内房線                | 浜野駅、八幡宿駅、長浦駅、袖ケ浦駅 |                                                                                                  |
| 千葉支社   | 京葉線                | 舞浜駅（北口）、市川塩浜駅、二俣新町駅、南船橋駅、幕張豊砂駅、検見川浜駅、稲毛海岸駅、千葉みなと駅                                                                             | 舞浜駅（北口）は終日無人                                                                         |
| 千葉支社   | 武蔵野線              | 東松戸駅、市川大野駅、船橋法典駅 |                                                                                                  |
| 長野支社   | 中央本線              | 下諏訪駅 |                                                                                                  |
| 東北本部   | 東北本線              | 仙台駅（在来線地下東口、在来線地下南口）、国府多賀城駅、塩釜駅、松島駅 | 仙台駅（在来線地下東口、在来線地下南口）は終日無人                                               |
| 東北本部   | 仙石線                | あおば通駅（市営地下鉄のりかえ口）、福田町駅、陸前高砂駅、中野栄駅、下馬駅 | あおば通駅（市営地下鉄のりかえ口）は終日無人                                                     |

- 関東鉄道：名称不明。常総線、竜ヶ崎線（佐貫駅）で導入。
- 京成電鉄：名称不明。松戸線 上本郷駅・松戸新田駅・みのり台駅・三咲駅・滝不動駅・高根木戸駅・習志野駅・前原駅で導入。
- 秩父鉄道：秩父鉄道線 羽生駅 、熊谷駅、寄居駅、長瀞駅、秩父駅、御花畑駅、三峰口駅と一部の終日無人駅以外の駅で2022年3月12日より導入。
- 東京都交通局：名称不明。日暮里・舎人ライナーおよび都営地下鉄の一部の改札口で導入。
- 東急電鉄：名称不明。こどもの国線 恩田駅・こどもの国駅で導入。長津田駅から遠隔監視・制御をしている。
- 東武鉄道
- 西武鉄道：名称不明。早朝・夜間は係員不在となる西武園駅、西武園ゆうえんち駅および巡回駅の武蔵横手駅、東吾野駅、西吾野駅、正丸駅、芦ヶ久保駅で2023年3月1日より導入[西武 1]。武蔵藤沢駅、稲荷山公園駅、仏子駅、元加治駅、東飯能駅、高麗駅で2024年4月1日より導入[西武 2]。さらに2025年3月25日より東大和市駅、武蔵砂川駅、西武立川駅、恋ヶ窪駅、鷹の台駅で[西武 3]、同月27日より新狭山駅と南大塚駅で[西武 3]、同年4月1日より西所沢駅、狭山ヶ丘駅、下山口駅、西武球場前駅で導入予定[西武 3]。
- 京王電鉄：名称不明。新宿駅広場口で2021年1月23日より[要出典]、多摩動物公園駅で2024年2月16日より[7]、府中競馬正門前駅で2025年1月16日よりそれぞれ導入[8]。
- ゆりかもめ
- 多摩都市モノレール
- 横浜シーサイドライン：名称不明。金沢シーサイドライン全駅で、1989年の開業当初より新杉田駅と並木中央駅から各駅の集中監視を行っている。
- 湘南モノレール：名称不明。江の島線の大船駅と湘南江の島駅以外の駅で導入。
- 伊豆急行：伊豆高原駅と伊豆急下田駅以外の駅で導入。
- 伊豆箱根鉄道
- 愛知高速交通（Linimo）：藤が丘駅、愛・地球博記念公園駅[Linimo 1]、八草駅を除く各駅は開業当初より係員が不在である。
- 名古屋臨海高速鉄道あおなみ線：名古屋駅・中島駅・金城ふ頭駅を除く各駅[あおなみ 1]は開業当初から「巡回駅」、現在は「駅員が不在の駅」となっており、巡回駅の各駅に導入[あおなみ 2]。
- 三岐鉄道北勢線：早朝・夜間は係員不在となる星川駅、楚原駅、阿下喜駅および巡回駅の馬道駅[三岐 1]、西別所駅、蓮花寺駅、在良駅、七和駅、穴太駅、大泉駅[三岐 2]、麻生田駅で「駅務機器自動化システム」を導入[三岐 3]。[三岐 4]。
- 西日本旅客鉄道（JR西日本）：「改札口コールシステム」[JR西 1]の呼称で自動改札機のある駅に導入。有人駅の一部改札口にも導入されているケースがある。
- 近畿日本鉄道：「駅遠隔監視システム」[近鉄 1]。巡回対応駅の大部分において、「近鉄総合案内センター」から自動発売機での購入サポートや、改札口での対応を機器の遠隔操作で実施[近鉄 2]。
- 京阪電気鉄道：京阪線系統において、「他駅サポートシステム」の呼称で2010年から稼働させている。5つの管理区域毎に、それぞれの管理駅から被管理駅を遠隔監視・制御する[京阪 1]。
- 南海電気鉄道：名称不明。小駅では、インターホン越しでの問合わせ対応や自動改札機等の状態監視を駅長所在駅から遠隔にて行う[南海 1]。
- 大阪市高速電気軌道（Osaka Metro）：「遠隔案内システム」の呼称で、2023年8月27日から御堂筋線・千日前線・堺筋線の一部改札口を皮切りに[大トロ 1]、以下の駅・改札口で導入[大トロ 2]。2025年2月14日より第二期として四つ橋線・中央線を中心に導入駅を拡大予定[大トロ 3]。

迅速な応対・案内と応対品質の均質化を見込む。
| 路線名   | 導入年月日      | 導入駅 | 備考                                      |
| -------- | --------------- | --- | ----------------------------------------- |
| 御堂筋線 | 2023年08月027日 | 新大阪駅（南改札口）、西中島南方駅（南改札口）、中津駅（南改札口）、梅田駅（中北東改札口）、淀屋橋駅（中北改札口）、本町駅（北北改札口）、なんば駅（北西改札口）、大国町駅（北改札口）、動物園前駅（西改札口・南改札口）、長居駅（南改札口）、あびこ駅（北西改札口）                                               |                                           |
| 御堂筋線 | 2025年02月014日 | 東三国駅（南改札口） |                                           |
| 千日前線 | 2023年08月027日 | 野田阪神駅（中東改札口）、玉川駅（南改札口）、阿波座駅（北改札口）、谷町九丁目駅（東改札口）、鶴橋駅（西改札口）、今里駅（東改札口） |                                           |
| 堺筋線   | 2023年08月027日 | 天神橋筋六丁目駅（南改札口）、扇町駅（南改札口）、北浜駅（南改札口）、堺筋本町駅（北東改札口）、長堀橋駅（中改札口・南改札口）、日本橋駅（中北改札口）、恵美須町駅（南改札口） |                                           |
| 四つ橋線 | 2025年02月014日 | 東三国駅（南改札口）、肥後橋駅（南改札口）、本町駅（北西・南東改札口）、四ツ橋駅（南改札口）、なんば駅（南・西改札口）、花園町駅（北西改札口）、岸里駅（北・南東改札口）、玉出駅（北改札口）、北加賀屋駅（西改札口）、住之江公園駅（北・南北改札口）                                                               |                                           |
| 中央線   | 2025年02月014日 | 夢洲駅（北西・南改札口）、コスモスクエア駅（西改札口）、大阪港駅（東改札口）、朝潮橋駅（西改札口）、弁天町駅（東改札口）、九条駅（東改札口）、阿波座駅（東北・中改札口）、本町駅（東改札口）、堺筋本町駅（東・西南改札口）、谷町四丁目駅（東改札口）、森ノ宮駅（西改札口）、緑橋駅（西改札口）、長田駅（東改札口） | 夢洲駅のシステムは1月19日の開業時より供用 |

- 能勢電鉄：1990年に全駅に自動改札機が設置された後、1991年から駅集中管理システム（遠隔操作システム）が稼動している。各無人駅の改札口は山下駅に設置された遠隔制御センターから遠隔管理される。
- 神戸電鉄
- 山陽電気鉄道
- 西日本鉄道：「駅集中管理方式」の呼称で、天神大牟田線三潴駅 - 西鉄銀水駅間（西鉄柳川駅を除く15駅）と甘木線（北野駅・甘木駅を除く9駅）を皮切りに、以下の駅で導入[西鉄 1][西鉄 2][西鉄 3][西鉄 4]。

| 路線名       | 導入年月日     | 導入駅 | 備考                                                     |
| ------------ | -------------- | --- | -------------------------------------------------------- |
| 天神大牟田線 | 2021年04月01日 | 三潴駅、犬塚駅、大溝駅、八丁牟田駅、蒲池駅、矢加部駅、徳益駅、塩塚駅、西鉄中島駅、江の浦駅、開駅、西鉄渡瀬駅、倉永駅、東甘木駅、西鉄銀水駅 | 2020年10月1日 - 2021年3月31日まで試行導入                |
| 天神大牟田線 | 2022年04月01日 | 桜台駅、津古駅、三沢駅、大保駅、端間駅、味坂駅、櫛原駅、聖マリア病院前駅、津福駅、安武駅                                                   | 津古駅、三沢駅、聖マリア病院前駅は一定時間駅員を固定配置 |
| 天神大牟田線 | 2025年04月01日 | 都府楼前駅、紫駅 | 2024年10月1日 - 2025年3月31日まで試行導入                |
| 大宰府線     | 2025年04月01日 | 西鉄五条駅 | 2024年10月1日 - 2025年3月31日まで試行導入                |
| 甘木線       | 2021年04月01日 | 五郎丸駅、学校前駅、古賀茶屋駅、大城駅、金島駅、大堰駅、本郷駅、上浦駅、馬田駅                                                             | 2020年10月1日 - 2021年3月31日まで試行導入                |
| 貝塚線       | 2025年04月01日 | 名島駅、唐の原駅、和白駅、三苫駅、西鉄新宮駅                                                                                               | 2024年10月1日 - 2025年3月31日まで試行導入                |

その他、関西の私鉄各社にもスルッとKANSAI加入をきっかけにこのようなシステムを導入した会社も多い。